# Anne Frank Huis

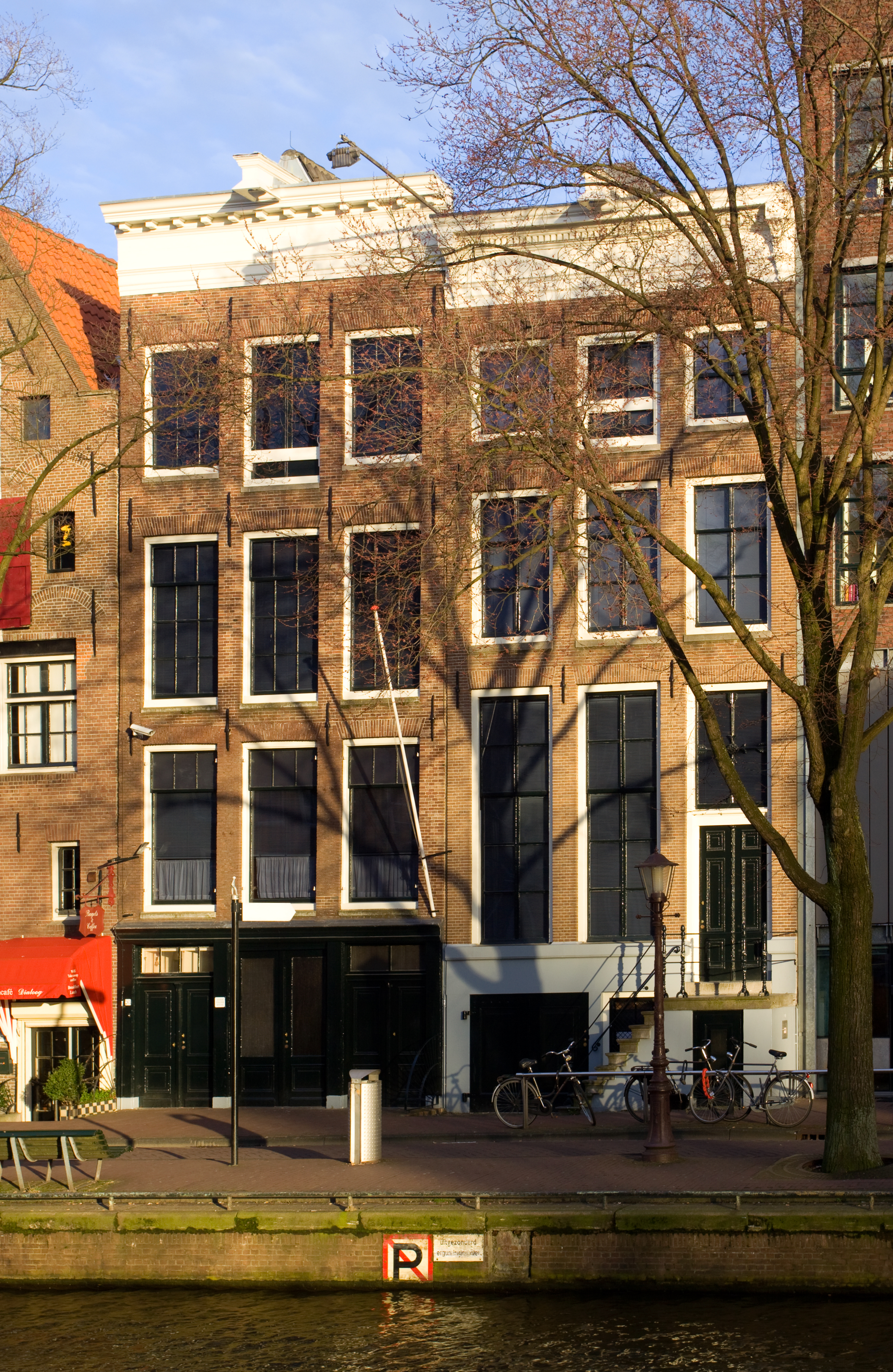
Anne Frank Huis

Het Anne Frank Huis is een museum aan de Westermarkt 20 in Amsterdam ter gedachtenis aan Anne Frank en haar Joodse familie die tijdens de Tweede Wereldoorlog zaten ondergedoken. Het museum is gebouwd rond hun onderduikadres het Achterhuis aan Prinsengracht 263 waar Anne haar beroemde dagboek Het Achterhuis schreef.
Het museum heeft geen winstoogmerk. Het museum is ondergebracht bij de Anne Frank Stichting die gefinancierd wordt door de entreegelden en donaties. Het trekt meer dan 1 miljoen bezoekers per jaar, van wie bijna 90% uit het buitenland. In 2019 kwam er een recordaantal van 1,3 miljoen bezoekers. Die kwamen uit 95 landen. De grootste groep is tussen de 20 en 30 jaar oud (32 procent).

## Voorgeschiedenis
De Duits-Joodse familie Frank vluchtte in 1933 vanuit nazi-Duitsland naar Amsterdam om aan het toenemende antisemitisme te ontkomen. Otto Frank zette in het centrum van Amsterdam een eigen bedrijf op, Opekta genaamd, een filiaal van het in 1928 in Keulen gestichte moederbedrijf Opekta GmbH. In 1938 startte hij een tweede onderneming in kruiden en specerijen Pectacon genaamd, samen met een eveneens uit Duitsland gevluchte zakenpartner: Hermann van Pels. 

## Onderduik van de familie Frank
Op 1 december 1940 verhuisde Otto Frank zijn bedrijven Opekta en Pectacon van Singel 400 naar Prinsengracht 263. In de eerste maanden van 1942 werd met behulp van een aantal personeelsleden begonnen met het inrichten van een schuilplaats op de eerste en tweede en derde verdieping van het achterhuis, en op 6 juli dook het gezin Frank er onder. Directe aanleiding was dat dochter Margot Frank een dag eerder een oproep voor 'tewerkstelling' in Duitsland had gekregen. Op 13 juli volgde het gezin Van Pels (in het dagboek van Anne Frank de familie Van Daan genoemd), en in augustus werd een draaikast aangebracht die de toegang tot de onderduikruimte moest verbergen. In november dook Fritz Pfeffer, een Duits-Joodse kennis van Otto Frank, er ook onder. Slechts vier medewerkers van Opekta waren op de hoogte van de aanwezigheid van de onderduikers. Op de begane grond van het achterhuis bevond zich het magazijn, en de onderduikers moesten daarom overdag heel stil zijn om hun aanwezigheid niet te verraden.
Het Anne Frank Huis staat in de schaduw van de Westertoren. In Annes dagboek is te lezen welke belangrijke rol de toren heeft gespeeld in haar onderduikperiode in het achterhuis.
Op 4 augustus 1944 viel Oberscharführer Karl Silberbauer met vier Nederlandse helpers het pand binnen, na een telefonische tip. Waarschijnlijk waren de onderduikers verraden. Allen werden gearresteerd, evenals twee helpers, Victor Kugler en Johannes Kleiman. Het dagboek van Anne Frank werd gered door Franks medewerksters Bep Voskuijl en Miep Gies.

## Geschiedenis

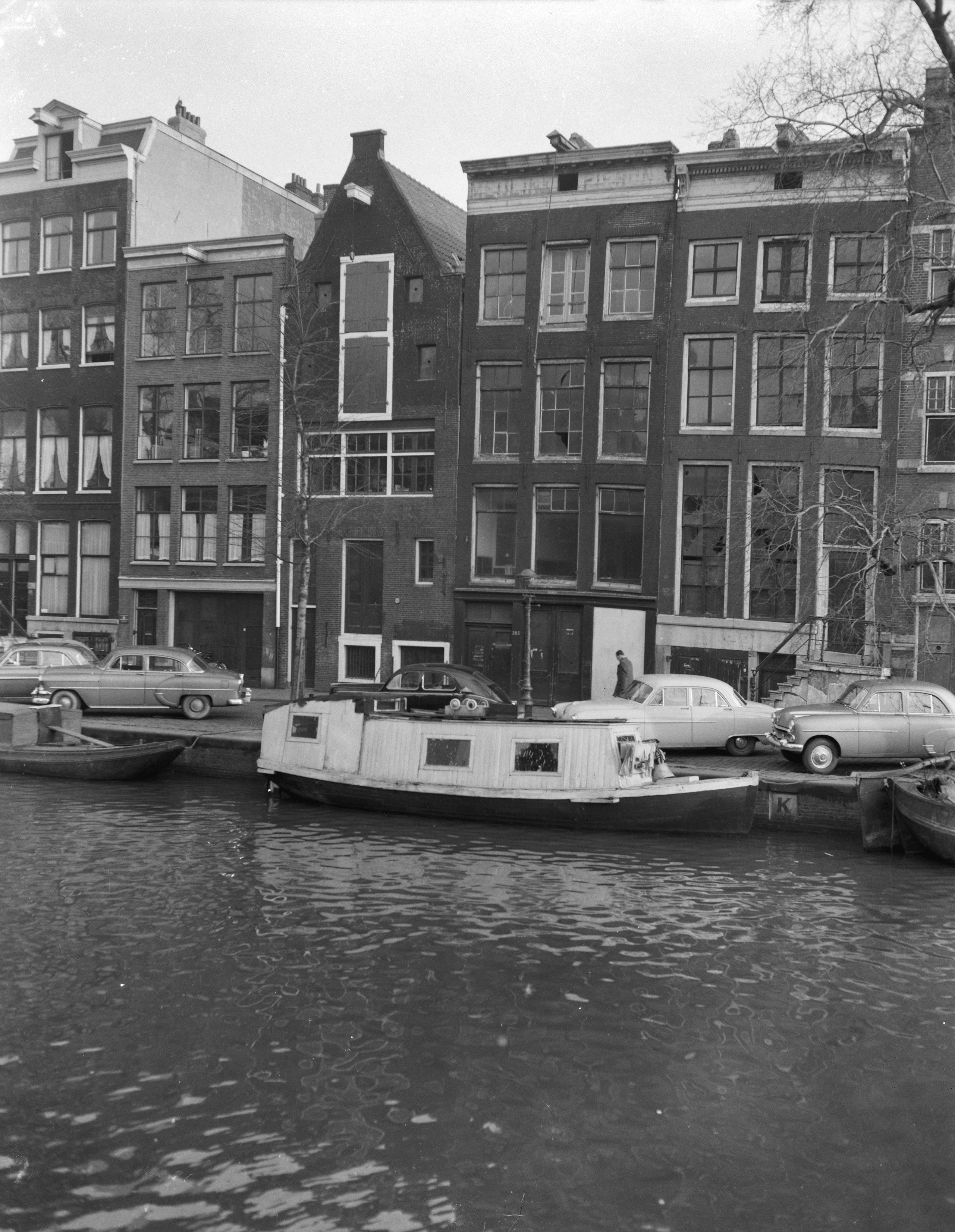
Het Anne Frank Huis in maart 1957 vlak voor de transformatie naar een museum

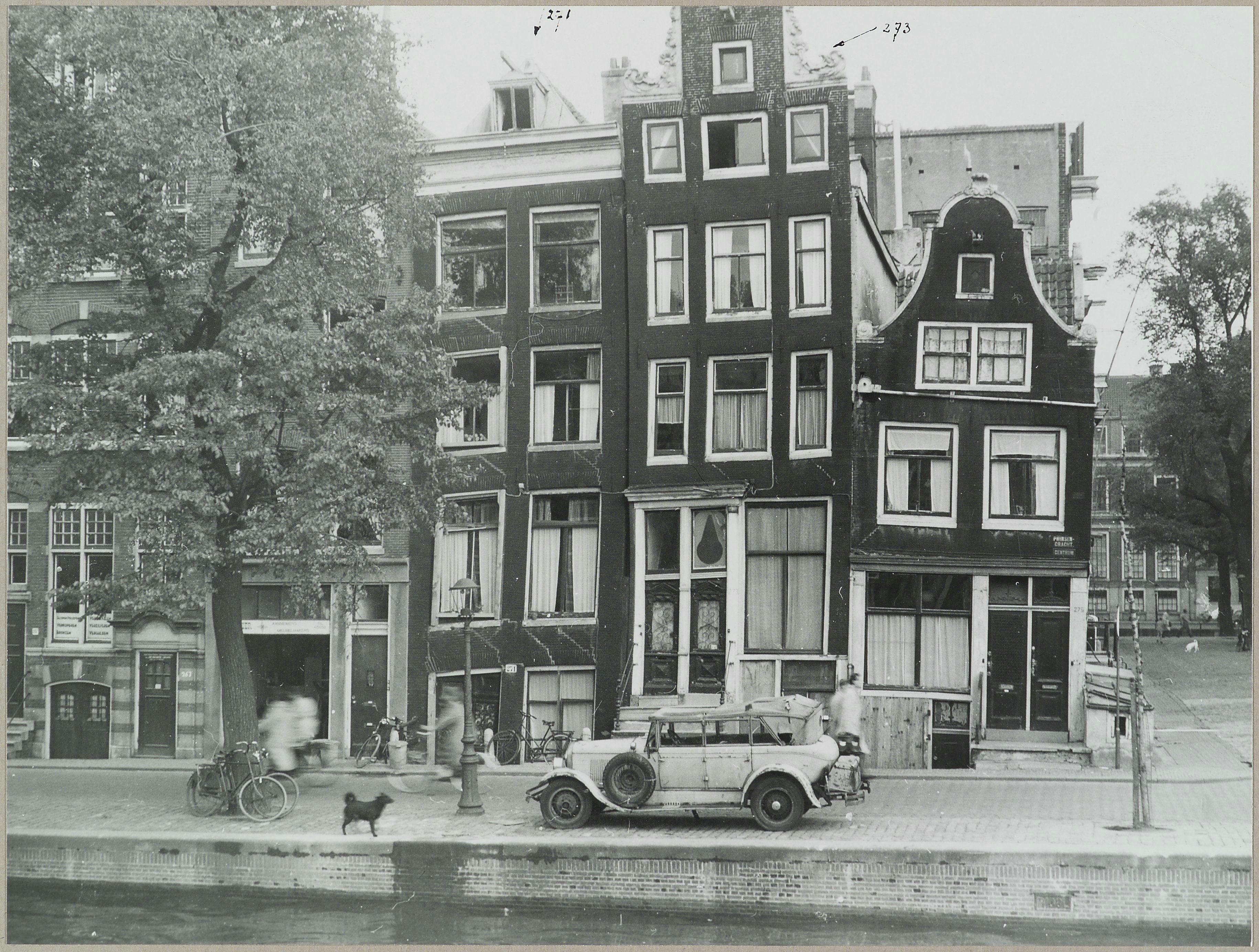
Prinsengracht 267-275 voor de sloop. Tussen 1962 en 1997 stond hier een studentenhuis dat werd gesloopt om de uitbreiding van het Anne Frank Huis te huisvesten.

Na de Tweede Wereldoorlog keerde Otto Frank als enige overlevende van de concentratiekampen terug. Anne Frank was eind februari 1945 in het concentratiekamp Bergen-Belsen overleden. Opekta bestond nog, en Frank zette het bedrijf weer voort maar trok zich in 1953 terug. Nadat Opekta was verhuisd wilde de toenmalige eigenaar NV Berghaus (een mantelfabriek) het pand laten slopen om er nieuwe kantoren en ateliers te vestigen. De publieke verontwaardiging was echter zo groot dat Berghaus besloot het pand te schenken.
Op 3 mei 1957 werd de Anne Frank Stichting opgericht met het doel het pand te herstellen, dat door jarenlange leegstand veel geleden had. Na een inzamelingsactie onder leiding van de Amsterdamse burgemeester Gijs van Hall konden ook de buurpanden Prinsengracht 265 t/m 275 en Westermarkt 16 t/m 20 worden aangekocht. Prinsengracht 263 en 265 werden gerestaureerd. Het voorhuis van 263 werd een museum, terwijl in 265 naar een wens van Otto Frank een internationaal jeugdcentrum werd gehuisvest. De andere panden werden gesloopt om plaats te maken voor een studentenhuis waarin in de zomer deelnemers van zomercursussen van het jeugdcentrum konden worden gehuisvest. Op 3 mei 1960 werd het Anne Frank Huis geopend.

### Nieuwe vaste opstelling en nieuwbouwvleugel
Omdat het huis met de smalle trappen niet berekend bleek op de honderdduizenden bezoekers werden in 1987 plannen gemaakt voor de uitbreiding van het museum, de restauratie van het Achterhuis en de ontwikkeling van een nieuwe vaste opstelling. Na eerdere afgewezen plannen kreeg het museum in 1990 toestemming om een nieuwbouwvleugel te bouwen. In 1997 werd de in 1962 gebouwde studentenflat rechts van het Anne Frank Museum, op de hoek van de Prinsengracht en de Westermarkt, gesloopt en vervangen door een moderne nieuwbouwvleugel van het museum, ontworpen door architectenbureau Benthem Crouwel, waarin op de bovenliggende verdiepingen 20 eenpersoons-wooneenheden werden opgenomen voor studenten.  
De hele operatie, de bouw van de nieuwbouw, de verplaatsing van het museum en reconstructie en restauratie van het Anne Frank Huis en de herinrichting van de vaste opstelling, kostte 23 miljoen gulden. Het voorhuis, dat voorheen bestond uit moderne museumzalen werd bij deze gelegenheid terug gebracht in de situatie van de onderduikperiode. Op 28 september 1999 werd het vernieuwde museum door Koningin Beatrix geopend. In 2001 bekroonde het Amsterdams Fonds voor de Kunst, interieurarchitect Marijke van der Wijst voor haar herinrichting van het Anne Frank Huis met de Mart Stamprijs.

### Verbouwing 2015
In de zomer van 2015 kocht het Anne Frank Huis de studentenwoningen boven de museumwinkel, op de hoek van de Prinsengracht en de Westermarkt. De entree werd verbeterd en er kwam een speciale ingang voor groepen. Het museum kreeg 1,2 miljoen bezoekers per jaar en de nieuwbouw was gebouwd voor 800.000 bezoekers, waardoor uitbreiding noodzakelijk was.
Er werden nieuwe tentoonstellingsruimtes toegevoegd, waaronder een dagboekzaal. Een omloop door de tuin en een aantal nieuwe trappen zorgden voor een doorgaande museale routing. Door het complex zijn de installaties vernieuwd en onzichtbaar in de monumentale interieurs geïntegreerd. Door de aankoop van de studentenwoningen aan de Westermarkt, ontstond ruimte voor kantoren en een nieuwe museumwinkel en museumcafé. Ook werd de entree verplaatst om de hoek aan de Westermarkt 20. Dankzij de nieuwe indeling kruisen bezoekersstromen elkaar niet, wat voor een betere doorloop zorgt.
Door de bestaande trap te vervangen in de museale route, en de route om te leiden via een tijdelijke trap, kon tijdens de gehele verbouwing het museum open blijven.
In april 2017 werd gestart met de verbouwing. In vier opeenvolgende fasen werden indelingen vergroot en routes gewijzigd. Op 19 november 2018 werd de opening van het nieuwe Anne Frank Huis gedaan door koning Willem-Alexander.

### 60-jarig bestaan
In mei 2020 bestond het Anne Frank Huis 60 jaar. Op dat moment was het museum vanwege de coronacrisis gesloten. De stichting voelde zich daardoor genoodzaakt het publiek te verzoeken om extra donaties.

## Reconstructie
Nadat alle museale voorzieningen (in- en uitgangen, toiletten, informatiebalie, educatieve ruimtes, mediatheek, boekhandel en café) naar de nieuwbouw waren verplaatst, kon het interieur van Prinsengracht 263 worden gereconstrueerd zoals het was in Annes tijd. Het Anne Frank Huis geeft een goed beeld van een eenvoudig vooroorlogs interieur van een bedrijfs- en woonpand.

### Voorhuis
Het voorhuis is in de oorspronkelijke staat teruggebracht. Het magazijn van Opekta, het bedrijf van Otto Frank, is weer terug, de vloer is weer van klinkers en ook de muren zijn in de oude staat teruggebracht. De matglazen toegangsdeur met loket die toegang gaf tot het voorkantoor van Miep Gies is terug. Het privékantoor van Otto Frank in het achterhuis heeft nog de originele meubels, zoals de brandkast en de archiefkasten. Het ernaast gelegen keukentje met het granieten aanrechtje is gereconstrueerd.

### Achterhuis
Het interieur van het achterhuis is in oorspronkelijke staat behouden gebleven. De onderduikers woonden op de tweede en derde verdieping. Op de tweede verdieping woonde de familie Frank en bevond zich de badkamer met toilet. De plaatjes die Anne op de muren in haar kamertje in het achterhuis plakte, zijn gerestaureerd achter glas te zien. Op de derde verdieping bevond zich een woonkeuken en sliep de familie Van Pels. Een zolderruimte diende voor de was en als opslag.

## Tentoonstellingen
In de dagboekzaal worden delen van de (originele) schriften van het dagboek van Anne Frank getoond. De filmruimte Reflections toont interviews van bekende personen en mensen die haar gekend hebben over haar dagboek en leven.

## Trivia
- Het Holocaust Onderwijs Centrum in het Japanse Hiroshima heeft een replica gebouwd van het Achterhuis van Anne Frank. De ruimte werd dinsdag 2 oktober 2007 opengesteld voor het publiek.
- In het kader van het 50-jarig bestaan van het Anne Frank Huis verscheen in 2010 een grafische biografie met de titel Het leven van Anne Frank, samengesteld door Sid Jacobson (schrijver) en Ernie Colón (illustrator).